# Megophrys minor
Espèce
Synonymes
- Xenophrys minor (Stejneger, 1926)

Statut de conservation UICN

 LC  : Préoccupation mineure
Megophrys minor est une espèce d'amphibiens de la famille des Megophryidae.

## Répartition
Cette espèce est endémique du Sud-Est de l'Asie. Elle se rencontre :
- en République populaire de Chine dans les provinces du Guizhou, du Xizang, du Sichuan, du Yunnan, du Hunan et du Guangxi ;
- dans le nord-ouest du Vietnam dans la province de Lào Cai ;
- dans le nord-ouest de la Thaïlande dans la province de Chiang Mai ;
- dans le nord-est de l'Inde dans l’État d'Arunachal Pradesh.

Sa présence est incertaine au Laos et en Birmanie.

## Publication originale
- Stejneger, 1926 : Two new tailless amphibians from western China. Proceedings of the Biological Society of Washington, vol. 39, p. 53-54 (texte intégral).